# Окленд (аэропорт)
Аэропорт Окленд, ранее известный как Международный аэропорт Окленд, (ИАТА: AKL, ИКАО: NZAA) — крупнейший коммерческий аэропорт Новой Зеландии, обслуживающий ежегодно более 13 миллионов пассажиров (по данным статистики 7 млн человек в год приходится на международные и 6 млн — на внутренние авиарейсы). Аэропорт Окленд занимает третье место в рейтинге всех аэропортов мира в категории обслуживания от 5 до 15 млн пассажиров в год. Ожидаемый объём пассажирских перевозок к 2025 году должен увеличиться вдвое и составить порядка 26-27 млн человек в год. Аэропорт находится на территории района Мангере западного пригорода Манукау в 20 километрах к югу от центрального района города Окленд. Порт является главным транзитным узлом (хабом) флагманской авиакомпании Новой Зеландии Air New Zealand.
Аэропорт Окленд является одним из важнейших объектов экономической инфраструктуры страны, обеспечивая рабочими местами несколько тысяч человек и являясь второй по величине стоимостного выражения грузовой перевалочной базой — ежегодно через порт проходит грузов на сумму более, чем 14 млрд долларов США. Доля аэропорта на рынке международных авиаперевозок Новой Зеландии составляет более 70 %, что позволяет говорить о его статусе главного международного авиаузла страны.
В регионе Австралазии Аэропорт Окленд занимает четвёртое место по годовому пассажирообороту после аэропортов Сиднея, Мельбурна и Брисбена и второе место по показателю международных авиаперевозок после Аэропорта Мельбурна.
В среднем в Аэропорту Окленд каждый час совершаются 45 взлётов и посадок воздушных судов. Главная взлётно-посадочная полоса аэропорта полностью сертифицирована по категории IIIb. Параллельная ей рулёжная дорожка может использоваться в качестве взлётно-посадочной полосы и заменяет её на время технического обслуживания и ремонта главной ВПП. Работа двух полос одновременно в настоящее время невозможна, поскольку расстояние между рулёжной дорожкой и главной полосой не позволяет обрабатывать взлёты и посадки самолётов одновременно на обоих покрытиях. В ноябре 2007 года начались строительные работы по возведению новой ВПП в северной части аэропортового комплекса. Строительство предполагается вести в несколько этапов и после сдачи ВПП в эксплуатацию она будет использоваться для обработки небольших воздушных судов в целях разгрузки движения по основной взлётно-посадочной полосе аэропорта.

## История

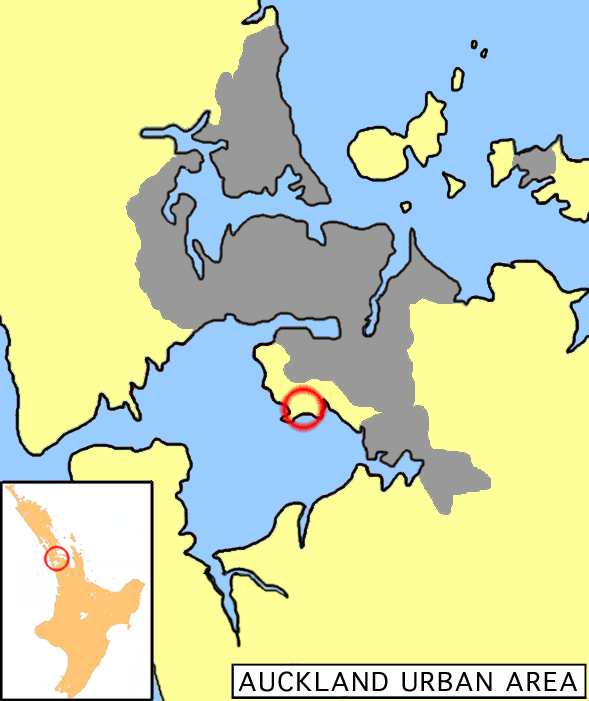
Расположение Аэропорта Окленд в зоне агломерации Окленд

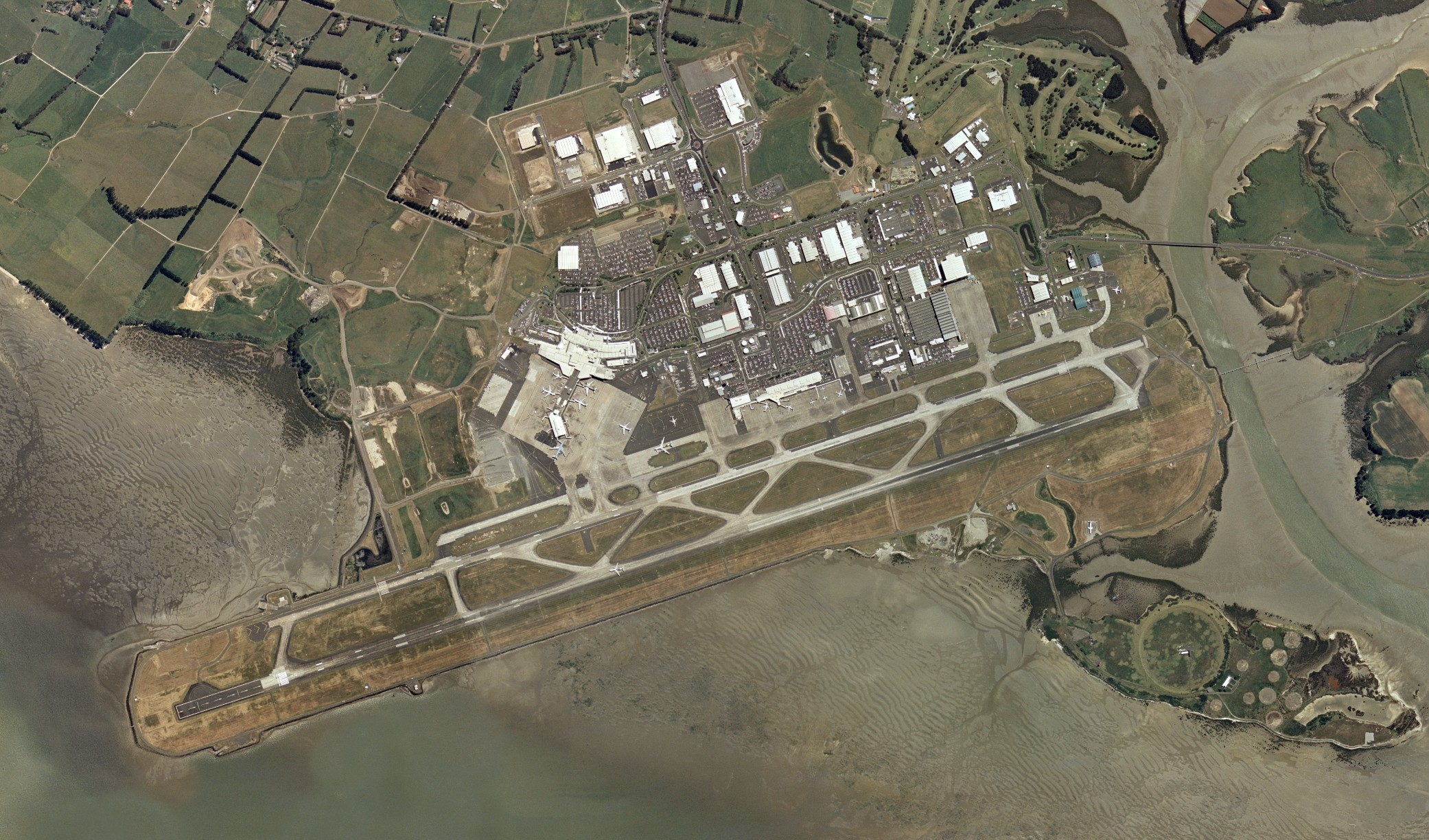
Аэропорт Окленд, вид сверху

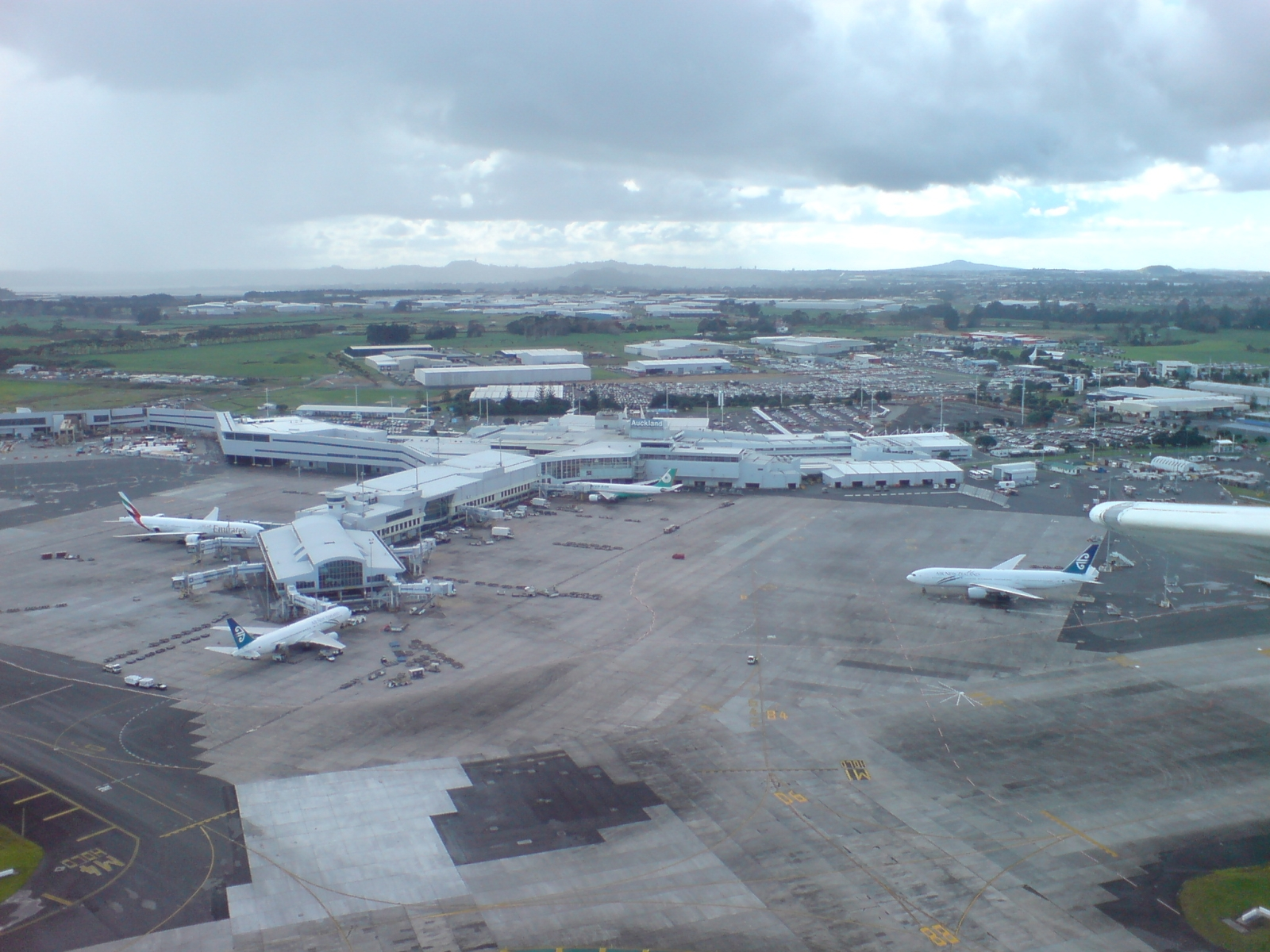
Аэропорт Окленд, 2008 год

### Общие сведения
История аэропорта началась в 1928 году с создания местного аэроклуба и взятия им в аренду небольшой территории бывшего фермерского участка. На тот момент клуб располагал тремя маленькими самолётами de Havilland DH.60 Moth. Открывая взлётную полосу аэроклуба его президент отметил, что «данная территория имеет много преимуществ по сравнению с другими участками и может развиться в дальнейшем в аэродром и даже военный полигон. Участок земли хорошо дренирован, не содержит поблизости линий электропередач и зданий, а также не подвержен туманам».
В 1960 году муниципалитет города начал работы по преобразованию аэродрома в главный аэропорт Окленда, расширяя его территорию на северо-запад за счёт земель района Венуапаи, при этом значительная часть возведённой взлётно-посадочной полосы была сооружена на насыпных участках в гавани Манукау. Аэропорт принял первый коммерческий рейс в ноябре 1965 года, когда в порту Окленда приземлился самолёт Douglas DC-8 авиакомпании Air New Zealand из Сиднея. Официальное открытие аэропорта состоялось в начале следующего года, по этому случаю в дни уикенда с 29 по 31 января проводились массовые гуляния и тематические выставки в районе аэропорта.
В 1977 году было построено новое здание международного пассажирского терминала, получившее своё название в честь знаменитой новозеландской лётчицы Джин Баттен. После этого терминал подвергся структурной перестройке лишь в 2005 году, когда после террористических атак 11 сентября 2001 года возникла безусловная необходимость в разделении потоков прибывающих и убывающих пассажиров, поскольку в ином случае существовала, например, возможность передачи взрывного устройства человеком, прибывшем из аэропорта с недостаточным уровнем контроля безопасности, пассажиру рейса в Соединённые Штаты Америки.

### Дальнейшее развитие
В настоящее время Аэропорт Окленд ведёт работы по строительству второй взлётно-посадочной полосы к северу от главной ВПП аэропорта. Вторая полоса будет предназначена для обслуживания взлётов и посадок небольших региональных, частных лайнеров и самолётов авиации общего назначения. Первоначальный проект по возведению второй ВПП предполагал строительство полосы длиной 1200 метров для приёма малых самолётов и имел бюджет в 32 млн новозеландских долларов. Затем в проект были внесены соответствующие изменения, а срок окончания строительства уменьшился на несколько месяцев — руководство аэропорта поставило цель ввести вторую полосу в эксплуатацию к началу Чемпионата мира по регби 2011 года. После запуска в эксплуатацию второй ВПП малые и средние самолёты будут перенесены с главной полосы, поскольку в настоящее время самолётам этих классов приходится выжидать на взлёте достаточно большое количество времени после взлётов реактивных лайнеров из-за сильной турбулентности, образуемой последними.
Реализация генерального плана реконструкции и развития аэропорта началась в ноябре 2007 года, окончание первого этапа планируется на 2011 год со сдачей в эксплуатацию второй ВПП длиной 1650 метров для приёма малой и региональной авиации. Третий и заключительный этап генерального плана включает в себя работы по удлинению второй полосы до 2150 метров, что позволит перевести на эту полосу и международные среднемагистральные рейсы в Австралию и страны Океании. Также, в список работ третьей фазы генплана входит и строительство современного здания пассажирского терминала внутренних авиалиний, которые планируется возвести к северу от существующего ныне общей терминальной зоны. Стоимость всего проекта составляет 120 миллионов новозеландских долларов, сам проект не содержит в себе ничего экстраординарного — только планы по расширению и модернизации уже существующей структуры аэропортового комплекса.
Модернизация существующего здания международного терминала было выполнено в 2009 году, после чего аэропорт был сертифицирован для обслуживания лайнеров Airbus A380. Национальная авиакомпания Объединённых Арабских Эмиратов Emirates Airline в мае 2009 года открыла на A380 регулярный рейс из Международного аэропорта Дубая в Окленд с промежуточной посадкой в Аэропорту Сиднея и планирует открыть ещё один рейс на том же маршруте с посадкой в Мельбурне.

## Терминалы

### Международный терминал
Зона регистрации билетов для пассажиров международных рейсов находится на первом этаже в восточном крыле терминала.
Выходы на посадку (гейты) с номерами 1-10 оборудованы по одному телетрапу каждый. Гейты 15 и 16 имеют по два телетрапа и обслуживают широкофюзеляжные лайнеры, включая двухэтажные самолёты A380.
Гейты 4A, 4B, 4C, 4D и 5A телескопических трапов не имеют и являются выходами на перрон для посадки пассажиров в автобусы.
В ноябре 2007 года Аэропорт Окленд начал реализацию генерального плана по реконструкции и модернизации объектов аэропортового комплекса, в рамках которого к 2011 году должны быть расширены территории международного терминала и открыт новый зал прибытия пассажиров. Зал прибытия будет связан с автомобильной стоянкой посредством системы эскалаторов, травалаторов и лифтов. В настоящее время остаётся открытым вопрос о том, как на одном этаже международного терминала будут размещаться зона регистрации билетов, залы прибытытия и отправления пассажиров, зал выдачи багажа и зона иммиграционного и таможенного досмотра. Руководство национальной авиакомпании Air New Zealand подвергло резкой критике генеральный план аэропорта, как «ненужный и несвоевременный», а также указало на возможные злоупотребления монополизмом на рынке наземного авиаобслуживания.

#### Разделение зон
Вплоть до 2006 года пассажиры прибывающих и убывающих рейсов в Аэропорту Окленд находились в одной стерильной зоне аэропорта. После террористических атак 11 сентября 2001 года возникла необходимость в разделении пассажирских потоков вылетающих и прибывших пассажиров на две несвязанные между собой области. Министерство гражданской авиации Новой Зеландии выдало Аэропорту Окленд временное разрешение на обслуживание пассажиров в одной стерильной зоне, срок действия данного разрешения был установлен до 2006 года. Вместе с тем обслуживание рейсов в США, а также все рейсы авиакомпаний Qantas и Cathay Pacific были перенесены в отдельный гейт, оборудованный дополнительными сканером, металлоискателем и рентгеновским аппаратом.
Руководство Аэропорта Окленд решило не идти по пути строительства дополнительной надстройки для зала прибывающих пассажиров (как это было сделано в Пекине, Ванкувере и Хитроу), а разработало план по расширению территории стерильной зоны на первом этаже аэровокзала в направлении существовавших выходов на посадку и последующим их отделением от общей стерильной зоны стеклянными перегородками. Данный план был реализован в начале 2006 года.

### Терминал внутренних авиалиний
Здание терминала внутренних линий фактически представляет собой два отдельных здания, ранее использовавшихся под хозяйственные нужды аэропорта, которые связаны друг с другом общей пристройкой с торговой зоной магазинов, кафе и ресторанов. Основными операторами во внутреннем терминале являются авиакомпании Pacific Blue, Air New Zealand и Jetstar, к которым перешли внутренние рейсы компании Qantas и бывшего перевозчика Ansett New Zealand.
За авиакомпанией Jetstar закреплены гейты с номерами 20 и 21, Pacific Blue использует новый гейт 24, Air New Zealand — гейты с номерами 29-33, все перечисленные выходы на посадку оборудованы телескопическими трапами. Региональные турбовинтовые самолёты Air New Zealand и её партнеров обслуживаются на гейтах в конце восточного крыла стерильной зоны терминала внутренних авиалиний, при этом пассажиры добираются до лайнеров с выходов восточного крыла пешком через территорию перрона.

## Авиакомпании и пункты назначения

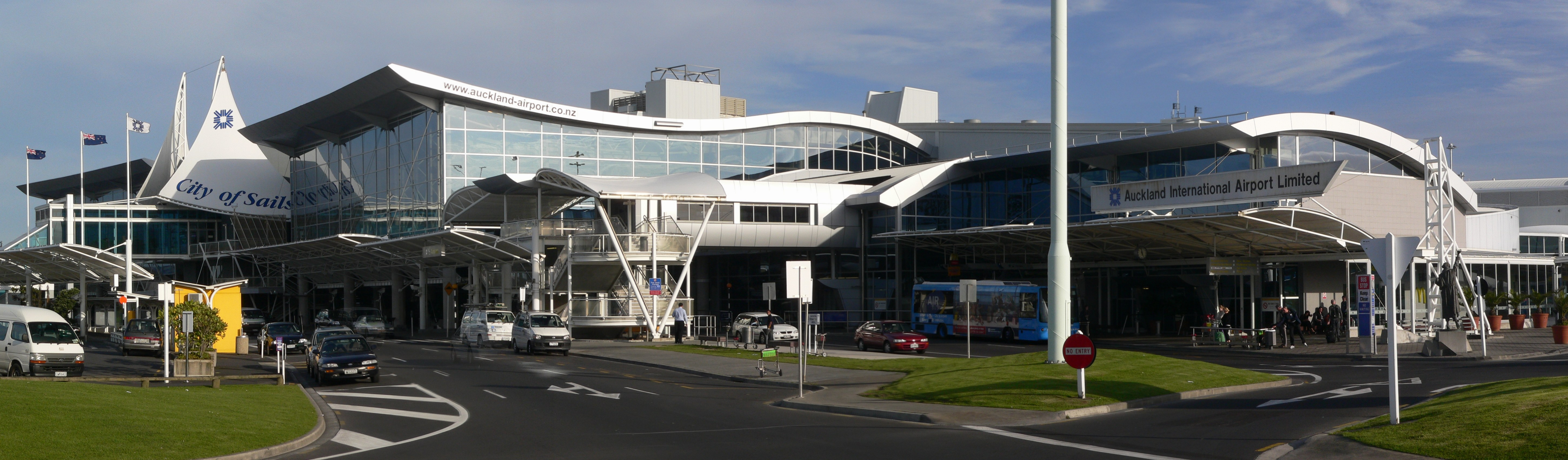
Международный терминал аэропорта

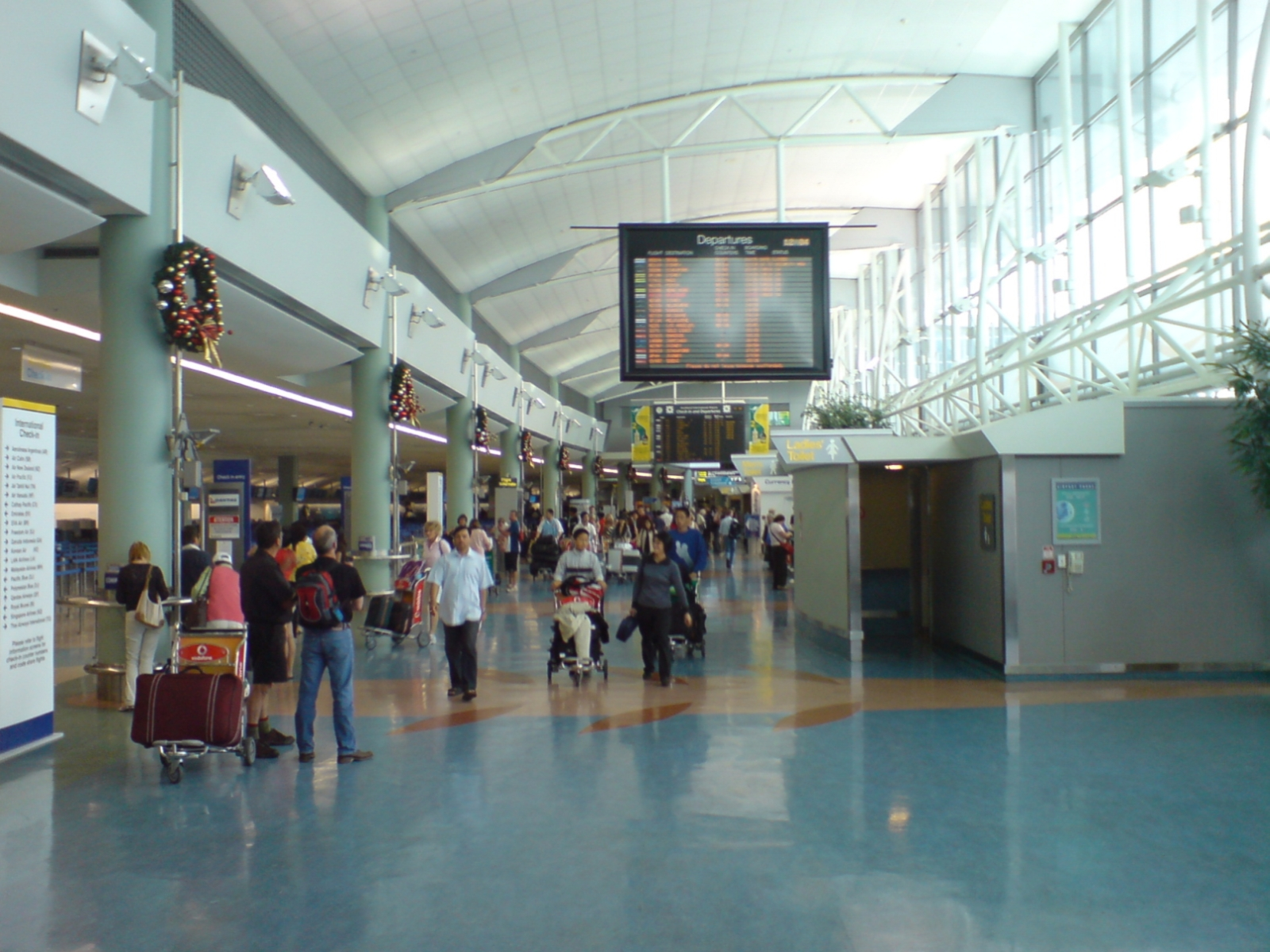
Зона регистрации в международном терминале Аэропорта Окленд

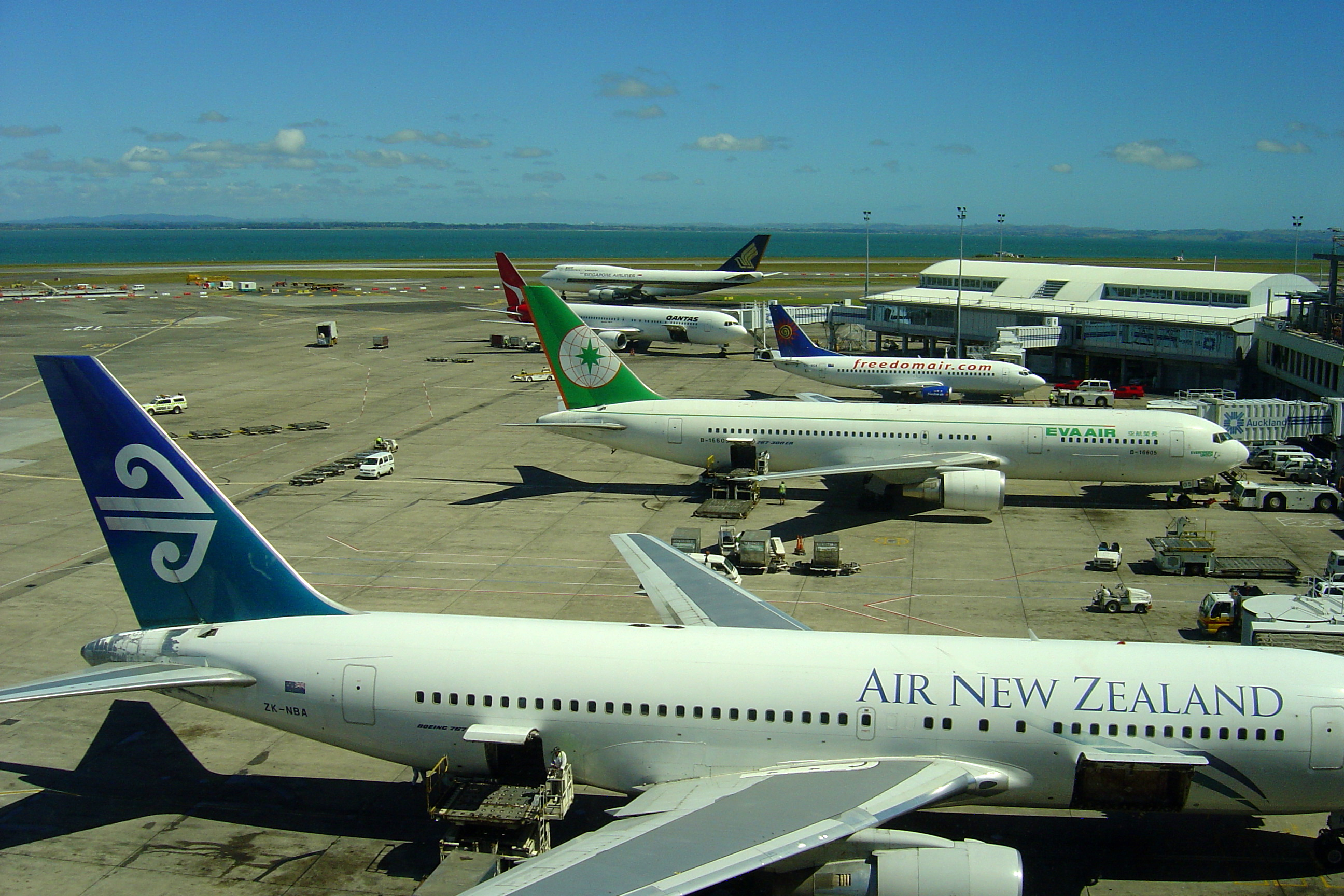
Перрон перед зданием международного терминала

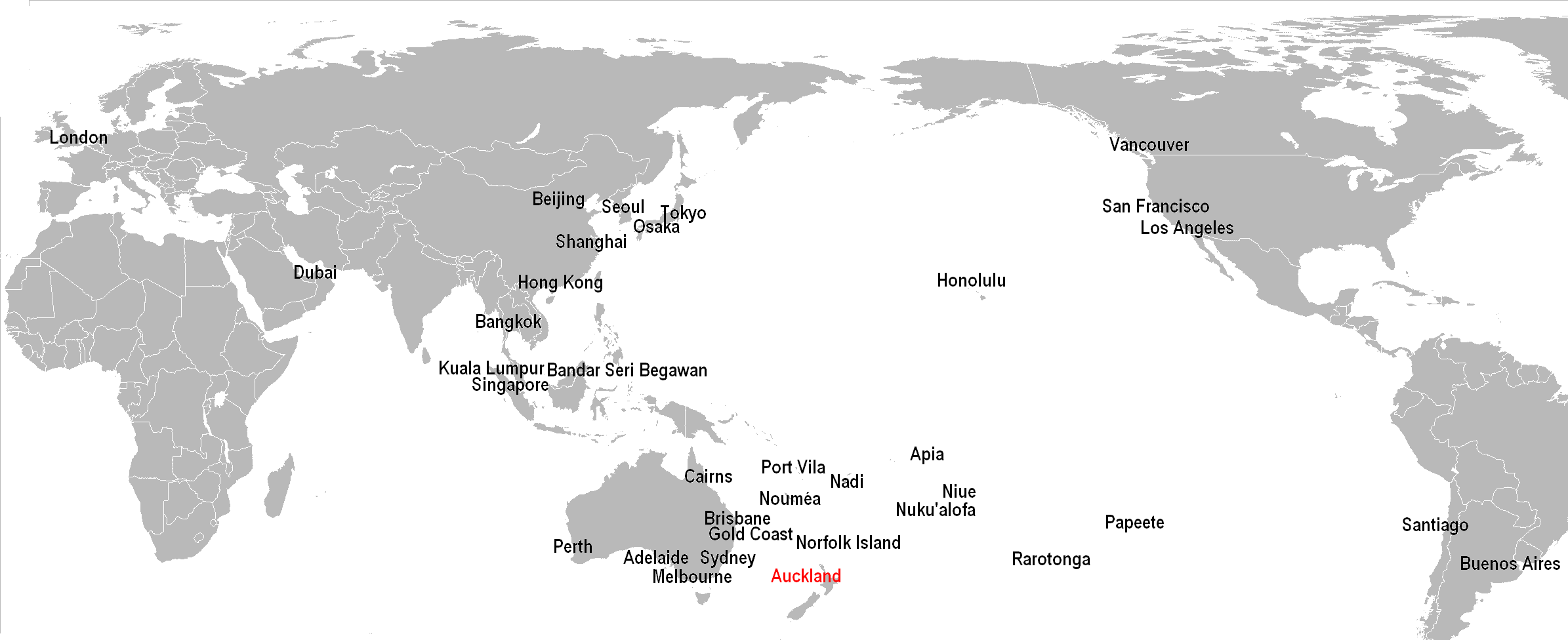
Прямые маршруты международных направлений из Аэропорта Окленд. Рейсы в Лондон выполняются с промежуточной посадкой в Лос-Анджелесе или Гонконге

## Управляющая компания
В 1988 году правительством Новой Зеландии была создана управляющая компания Auckland International Airport Limited (AIAL) (Международный аэропорт Окленд). До этого времени аэропорт находился в ведении Регионального Совета Окленда, в который входят представители пяти районов города.
С 1988 по 1998 годы правительство страны являлось крупнейшим держателем акций управляющей компании, затем контрольный пакет был выставлен на биржевые торги и в результате Международный аэропорт Окленд стал пятой крупнейшей акционированной управляющей компанией в списке аэропортовых холдингов мира. В конце 1998 года основными пакетами акций холдинга распоряжались Городской совет Окленда (25,8 %), Городской совет Манукау (9,6 %) и Городской совет Норт-Шор (7,1 %). В следующем году Городской совет Норт-Шор полностью продал свою долю акций, а в 2002 году Городской совет Окленда также выставил часть принадлежавших ему акций аэропорта на биржевые торги, тем самым снизив объём своего пакета до 12,8 % акций управляющей компании AIAL.
Акции Международного аэропорта Окленд торгуются на Новозеландской (NZX: AIA) и Австралийской (ASX: AIA) фондовых биржах, при этом около 60 % всех акций в конце 2009 года находились в собственности иностранных инвесторов и около 40 % акций — в ведении новозеландских организаций и частных компаний. По версии агентства Standard & Poor's долгосрочный кредитный рейтинг AIAL оценивается в A+, краткосрочный — в A-1, а прогноз изменения рейтинга в ближайшие два-три года по версии данного агентства оценен, как Стабильный.
Международный аэропорт Окленд имеет различные источники поступления финансовых средств и ведёт два разных баланса своей деятельности: по предприятиям и филиалам холдинга, работа которых напрямую связана с авиационной деятельностью, и предприятиям и филиалам, работа которых не относится к ней. Доходы по первой группе включают в себя поступления от авиакомпаний за авиационное, техническое и сервисное обслуживание, сборы на взлёты и посадки воздушных судов, аренду площадей авиаперевозчиков на территории терминалов аэропорта. По неавиационной группе проходит значительная часть доходов от вложений финансовых средств, а также поступления от автомобильной стоянки и торговых точек, размещённых на территории аэропорта.
Ведение двух видов групп деятельности по разным финансовым балансам и в целом разнообразие предоставляемых холдингом коммерческих услуг позволяет Международному аэропорту Окленд выходить из общих кризисных ситуаций таких, как экономический спад в мировой авиации после террористических атак 11 сентября 2001 года, террористических актов на Бали в 2002 году, вспышки атипичной пневмонии, войны в Ираке и других, оставаясь в положительном результате общей финансовой деятельности холдинга. Международный аэропорт Окленд опирается на стабильный доход от деятельности, напрямую не связанной с авиационным обслуживанием, что позволяет ему смягчать финансовые ущербы от сильных колебаний на рынке коммерческих авиаперевозок во всём мире. Немаловажным является и то, что Новая Зеландия всегда сохраняла имидж одной из самых безопасных стран для туристического отдыха.
В начале 2000-х годов в Международной ассоциации воздушного транспорта (ИАТА) образовалось лобби из авиакомпаний, являющихся основными операторами Аэропорта Окленд (Air New Zealand и другие), главная претензия к аэропорту у которых заключалась в чрезмерных тарифных сборах аэропорта за авиационное обслуживание. В 2007 году управляющий холдинг опубликовал статистику деятельности аэропорта с указанием 60%-го роста прибыли за отчётный период, а 5 июня 2007 года генеральный директор ИАТА Джованни Бисиньяни обрушился на руководство аэропорта с жёсткой критикой, охарактеризовав Аэропорт Окленд, как «счастливую и беззаботную монополию» и пообещав обратиться в кабинет министров страны с просьбой провести в отношении аэропорта расследование на предмет нарушения антимонопольного законодательства.
До июля 2008 года Международный аэропорт Окленд взимал тарифный сбор в 25 американских долларов с каждого вылетающего за пределы Новой Зеландии пассажира (возрастом в 12 лет и старше). В июле 2008 года данный сбор был уменьшен до 13 долларов, в 2009 году — 13,5 долларов, в 2010 — 14 американских долларов и на данный момент рост тарифного сбора зафиксирован без прогнозов на дальнейшее увеличение.

## Наземное сообщение
Здания международного пассажирского терминала аэропорта и терминала внутренних пассажирских перевозок связаны между собой тротурами и бесплатными рейсами местного автобусного движения.
Основным видом транспорта, при помощи которого можно добраться до Аэропорта Окленда, является автомобильный транспорт. Аэропорт находится на двух национальных автомагистралях: SH-20A и SH-20B, которые начинаются в северной части территории аэропортового комплекса и обеспечивают доступ к центральному району Окленда, и далее к остальным районам города и другим областям страны. При отсутствии пробок на автомагистралях время в пути между центральной частью города и аэропортом составляет 40-45 минут.
На привокзальной площади у зданий обоих терминалах к услугам пассажиров доступны такси и маршрутки.

## Авиапроисшествия и несчастные случаи
Список авиационных инцидентов, непосредственно связанных с Аэропортом Окленд:
- 4 июля 1966 года. Через несколько секунд после отрыва с взлётно-посадочной полосы Аэропорта Окленд разбился самолёт Douglas DC-8 авиакомпании Air New Zealand, выполнявший учебно-тренировочный полёт. Погибло два из пяти пилотов, находившихся на борту.
- 17 февраля 1979 года. При заходе на посадку в Аэропорту Окленд самолёт Fokker Friendship авиакомпании Air New Zealand врезался в гору Манукау. Погиб один пилот и один сотрудник авиакомпании.
- 31 июля 1989 года. Вскоре после взлёта из аэропорта в ночное время суток самолёт Convair 340/580, выполнявший грузовой рейс, рухнул на землю и сгорел в результате возникшего пожара. Погибли все трое пилотов, находившиеся на борту лайнера.
- 12 марта 2003 года, рейс 286 авиакомпании Singapore Airlines. Вследствие неверного расчёта взлётной массы Boeing 747-400 при разбеге в фазе взлёта пилот слишком рано поднял самолёт с взлётно-посадочной полосы. В результате лайнер зацепил хвостовой частью покрытие ВПП 05L и до окончательного взлёта протащил хвост по полосе на расстояние почти в 500 метров.

Перечень аварий и катастроф с упоминанием Аэропорта Окленд:
- 13 июля 1973 года, рейс 816 Окленд — Папеэте — Лос-Анджелес авиакомпании Pan American World Airways, самолёт Boeing B-707-321B (регистрационный номер N417PA). Через тридцать секунд после взлёта из Международного аэропорта Фааа лайнер потерял управление и упал в океан. Погибли 72 из 73 человек, находившихся на борту самолёта[14].
- 30 января 1974 года, рейс 806 Окленд — Паго-Паго — Гонолулу — Лос-Анджелес авиакомпании Pan American World Airways, самолёт Boeing B-707-321B (регистрационный номер N454PA). При заходе на посадку по приборам в Международном аэропорту Паго-Паго экипаж не смог скорректировать слишком большую вертикальную скорость, в результате чего лайнер упал на лесной массив перед взлётно-посадочной полосой аэропорта. Практически все пассажиры и члены экипажа (97 из 101 человек на борту) погибли не от непосредственного удара самолёта о деревья, а из-за возникшего пожара и последовавшей за ним общей паники.[15]
- 28 ноября 1979 года, рейс 901 Окленд — Антарктида — Крайстчерч — Окленд авиакомпании Air New Zealand, самолёт McDonnell Douglas DC-10-30 (регистрационный номер ZK-NZP). Лайнер, следовавший по экскурсионному маршруту вследствие ошибки в навигационных расчётах столкнулся со склоном вулкана Эребус. Погибли все 257 человек на борту.
- 24 февраля 1989 года, рейс 811 авиакомпании United Airlines Сан-Франциско — Лос-Анджелес — Гонолулу — Окленд, самолёт Boeing B747-122 (регистрационный номер N4713U). После взлёта из Международного аэропорта Гонолулу в фазе набора высоты лайнер потерял плохо закрытую дверь переднего багажного отсека, после чего произошла взрывная декомпрессия и потеря тяги третьего и четвёртого двигателей, 9 пассажиров выбросило наружу. Экипаж сумел посадить самолёт в аэропорту Гонолулу. Причиной происшествия стал выход из строя индикатора закрытой двери багажного отделения либо поломка в электросистеме этого индикатора, что привело к установке замка двери в незакрытое положение. Погибло 9 человек из 356 находившихся на борту.
- 9 июня 1995 года, рейс 703 Окленд — Палмерстон-Норт авиакомпании Ansett New Zealand, самолёт de Havilland Canada Dash 8 (регистрационный номер ZK-NEY). При визуальном заходе на посадку в Международном аэропорту Палмерстон-Норт в условиях плохой погоды столкнулся со склоном хребта Тараруа в 16 километрах к востоку от аэропорта. Погибло четыре человека из 21 находившихся на борту.
- 3 мая 2005 года, рейс 23 Окленд — Бленем, самолёт Fairchild SA227-AC Metro III авиакомпании Airwork (регистрационный номер ZK-POA). Пилоты лайнера, выполнявшего грузовой рейс по заказу государственной почтовой компании New Zealand Post, в процессе полёта при выключенном автопилоте пытались сбалансировать топливо между правым и левым топливными баками, в результате чего самолёт развалился в воздухе в районе города Стратфорда[англ.]. Погибли оба пилота.